# روبرت أريكسون
روبرت أريكسون (بالنرويجية البوكمول: Robert Eriksson)‏ هو سياسي نرويجي، ولد في 23 أبريل 1974 بليفانغر في النرويج. حزبياً، نشط في حزب التقدم.

## مناصب
- انتخب Minister of Labour and Social Inclusion [الإنجليزية]‏ (16 أكتوبر 2013 – 16 ديسمبر 2015).
- انتخب نائب عضو برلمان النرويج  [لغات أخرى]‏ (2001 – 2005).
- انتخب نائب عضو برلمان النرويج  [لغات أخرى]‏ (1997 – 2001).
- انتخب عضو برلمان النرويج  [لغات أخرى]‏ (2009 – 2013).
- انتخب عضو برلمان النرويج  [لغات أخرى]‏ (2005 – 2009).

## روابط خارجية
- روبرت أريكسون على موقع IMDb (الإنجليزية)